# Melanotaenia
Melanotaenia é um género de peixe da família Melanotaeniidae.
Este género contém as seguintes espécies:
- Melanotaenia ajamaruensis
- Melanotaenia angfa
- Melanotaenia arfakensis
- Melanotaenia boesemani
- Melanotaenia catherinae
- Melanotaenia corona
- Melanotaenia eachamensis
- Melanotaenia exquisita

Melanotaenia flavipinnis
- Melanotaenia gracilis
- Melanotaenia herbertaxelrodi
- Melanotaenia iris
- Melanotaenia lacustris
- Melanotaenia maylandi
- Melanotaenia misoolensis
- Melanotaenia monticola
- Melanotaenia ogilbyi
- Melanotaenia oktediensis
- Melanotaenia papuae
- Melanotaenia parva
- Melanotaenia pimanensis
- Melanotaenia praecox
- Melanotaenia pygmaea
- Melanotaenia sexlineata
- Melanotaenia vanheurni